# Tones and I
Tones and I (Тонс Энд Ай, букв. «Тона́ и я»; имя при рождении — Тони Уотсон, англ. Toni Watson; Морнингтон-Пенинсула, Виктория, Австралия) — австралийская певица.

## Биография
В разных источниках указывается, что Тони родилась в 2000 году. Сама она не раскрывает детали своего рождения.
Я никогда не отрицала свой возраст. Я никогда не лгала об этом. Теперь я просто ничего не говорю… Всё в сети — неправда.Оригинальный текст (англ.)"I never denied my age. I never lied about it. I just don't say anything now... Everything is wrong online."Tones and I
Выросла на полуострове Морнингтон (штат Виктория). В школе научилась играть на клавишных. Работала в системе розничной торговли.
В 2018 году получила разрешение на уличные выступления, и друг посоветовал ей отправиться выступать в Байрон-Бей (Новый Южный Уэльс). Купив фургончик, она взяла две недели отпуска и поехала. В первый же вечер ей вручил визитку человек, который потом станет её менеджером. В итоге она, по окончании отпуска вернувшись на какое-то время на работу, уволилась и переехала в Байрон-Бей.
Первой студийной записью, выложенной Тонс в интернет на суд широкой публики, стала «Johnny Run Away». Загруженная ею на платформу Triple J Unearthed в феврале 2019 года, песня была сразу замечена. Уже через 12 часов у неё было множество положительных отзывов, прослушивания быстро росли. К 10 мая[уточнить] песня набрала 3,5 миллиона стримов.
Следующий самоизданный сингл, «Dance Monkey», последовал в начале мая[уточнить]. В июне на YouTube был выложен клип на эту песню, который стал быстро набирать просмотры.
К июлю, когда Tones and I представила свой третий сингл «Never Seen the Rain», она уже являлась олицетворением сайта Triple J Unearthed и его успешной работы. К тому моменту у неё был анонсирован дебютный мини-альбом The Kids Are Coming, и полностью распроданы билеты на запланированное по выходе альбома турне по Австралии.
В обнародованном 9 октября списке номинаций на премии Австралийской ассоциации звукозаписывающих компаний (ARIA Awards) имя певицы фигурировало в восьми категориях: «Лучшая артистка», «Прорыв года», «Лучший поп-релиз», «Лучший независимый релиз», «Лучшее видео», «Песня года» и двух звукорежиссёру и продюсеру.
В середине ноября песня «Dance Monkey» побила рекорд по количеству недель на 1-м месте в Австралии — 16 недель против 15-ти проведённых на вершине песней «Shape of You» Эда Ширана в 2017 году.
На состоявшейся 27 ноября церемонии вручения премий Австралийской ассоциации звукозаписывающих компаний Tones and I победила в четырёх номинациях: «Лучшая артистка», «Прорыв года», «Лучший поп-релиз», «Лучший независимый релиз», ещё в двух, «Лучшее видео» и «Песня года», уступив Гаю Себастьяну и его песне «Choir» .
По состоянию на 27 января песня «Dance Monkey» находится на 1-м месте в Австралии уже 26-ю неделю.

## Дискография

### Мини-альбомы
| Название | Чарты | Чарты | Чарты | Чарты | Чарты | Чарты | Чарты | Чарты | Чарты | Чарты |
| Название | AUS   | CAN   | DEN   | FIN   | FRA   | IRE   | NOR   | NZ    | SWE   | US    |
| --- | ----- | ----- | ----- | ----- | ----- | ----- | ----- | ----- | ----- | ----- |
| The Kids Are Coming - Дата выхода: 30 августа 2019 - Форматы: CD, скачивание, стриминг, LP - Лейбл: Bad Batch / Sony | 3     | 10    | 8     | 19    | 31    | 40    | 3     | 23    | 15    | 65    |

### Синглы
| Год  | Название              | Чарты | Чарты | Чарты | Чарты | Чарты | Чарты | Чарты | Чарты | Чарты | Чарты | Сертификации | Альбом              |
| Год  | Название              | AUS   | DEN   | FIN   | GER   | IRE   | NOR   | NZ    | SWE   | SWI   | UK    | Сертификации | Альбом              |
| ---- | --------------------- | ----- | ----- | ----- | ----- | ----- | ----- | ----- | ----- | ----- | ----- | --- | ------------------- |
| 2019 | «Johnny Run Away»     | 12    | —     | —     | —     | 83    | —     | —     | —     | —     | —     | - ARIA: 2× платиновый | The Kids Are Coming |
| 2019 | «Dance Monkey»        | 1     | 1     | 1     | 1     | 1     | 1     | 1     | 1     | 1     | 1     | - ARIA: 6× платиновый - BPI: платиновый - BVMI: платиновый - IFPI DEN: золотой - IFPI SWI: 2× платиновый - RMNZ: 5× платиновый | The Kids Are Coming |
| 2019 | «Never Seen the Rain» | 9     | —     | —     | —     | —     | —     | —     | —     | —     | —     | - ARIA: платиновый | The Kids Are Coming |
| 2019 | «The Kids Are Coming» | 65    | —     | —     | —     | —     | —     | —     | —     | —     | —     | | The Kids Are Coming |

Примечания
1. ↑  Песня «Never Seen the Rain» не попала в NZ Top 40, но достигла 9-го места в чарте NZ Hot Singles Chart[47].
2. ↑  Песня «The Kids Are Coming» не попала в NZ Top 40, но достигла 24-го места в чарте NZ Hot Singles Chart[48].

### Другие песни, попавшие в чарты
| Год  | Название | Чарты | Чарты  | Альбом              |
| Год  | Название | AUS   | NZ Hot | Альбом              |
| ---- | -------- | ----- | ------ | ------------------- |
| 2019 | «Jimmy»  | 79    | 24     | The Kids Are Coming |